# Brachypteryx
Brachypteryx és un gènere d'aus de la família dels muscicàpids (Muscicapidae). Aquests ocells habiten als boscos del sud-est asiàtic.

## Llistat d'espècies
Segons la Classificació del Congrés Ornitològic Internacional (versió 12.1, 2022) aquest gènere està format per 6 espècies:
- Brachypteryx cruralis - Alacurt de l'Himàlaia.
- Brachypteryx goodfellowi - Alacurt de Taiwan
- Brachypteryx hyperythra - Alacurt ventre-rogenc.
- Brachypteryx leucophris - Alacurt menut.
- Brachypteryx montana.
- Brachypteryx sinensis - Alacurt de la Xina.

Tanmateix, el Handook of the Birds of the World i la quarta versió de la BirdLife International Checklist of the birds of the world (desembre 2019), comptarien 10 espècies, però seguint un altre criteri taxonòmic, amb la següent divergència:
- Les diferents subespècies del tàxon Brachypteryx montana es dividirien en cinc espècies diferents:
- Brachypteryx montana (stricto sensu) - Alacurt de Java.
- Brachypteryx poliogyna - Alacurt de les Filipines.
- Brachypteryx erythrogyna - Alacurt de Borneo.
- Brachypteryx saturata - Alacurt de Sumatra.
- Brachypteryx floris - Alacurt de l'illa de Flores.